# Ygos-Saint-Saturnin
Ygos-Saint-Saturnin è un comune francese di 1 206 abitanti situato nel dipartimento delle Landes nella regione della Nuova Aquitania.
Il comune è stato creato nel 1822 dalla fusione di Ygos e Saint-Saturnin.

## Società

### Evoluzione demografica
Abitanti censiti